# Rómulo Sauñe Quicaña

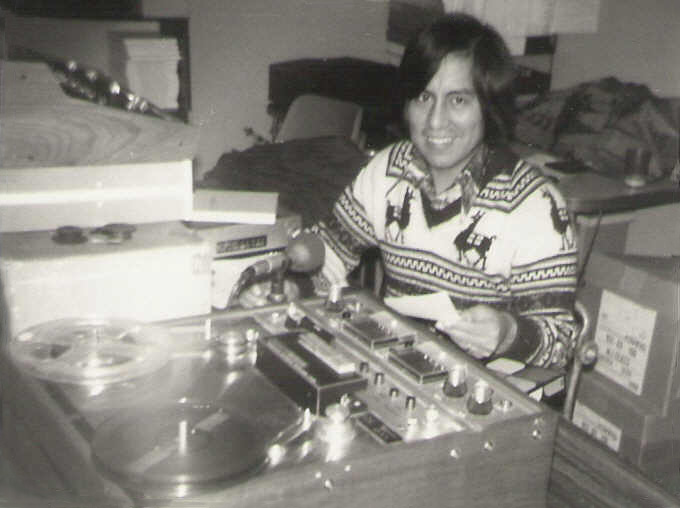
Rómulo Sauñe bei der Arbeit an Tonaufnahmen des Neuen Testaments auf Quechua

Rómulo Sauñe Quicaña (* 17. Januar 1953 in Chakiqpampa, Region Ayacucho, Peru; † 5. September 1992 bei Huamanga) war ein peruanischer evangelischer Pastor und Übersetzer. Er war maßgeblicher Autor der ersten vollständigen Quechua-Bibelübersetzung Perus, die 1987 auf Chanka-Quechua erschien.

## Leben
Rómulo Sauñe Quicaña wuchs im Quechua-Dorf Chakiqpampa auf, wo er in seiner Kindheit als Schafhirte arbeitete. Seine Mutter stammte nach der familiären Überlieferung von einer Inka-Familie andiner Priester ab.
Sein Großvater mütterlicherseits Justiniano Quicaña war bereits evangelischer Christ und brachte auch Rómulo zum Glauben an Jesus. Für Zwecke der Evangelisation gründeten sie mit anderen evangelikalen Christen der Region die evangelische quechuasprachige Organisation Tawantinsuyuman Allin Willakuy Apaqkuna (TAWA, „Die die Gute Nachricht zum Land der Inkas bringen“ bzw. als Akronym „VIER“).
Es gab bereits eine Übersetzung des Neuen Testaments ins Chanka-Quechua aus den 1950er Jahren, an der unter anderen der Pastor und Lieddichter Florencio Segura Gutiérrez mitgearbeitet hatte. Rómulo Sauñe erarbeitete jedoch mit einigen anderen Christen eine neue Übersetzung der gesamten Bibel. Für seine Übersetzung aus dem Hebräischen unternahm er auch eine Reise nach Israel. Die Quechua-Bibel von Ayacucho (Chuya Qellqa, Heilige Schrift) erschien 1987, ein Jahr nach der bolivianischen Quechua-Bibel, der ersten kompletten Quechua-Bibel überhaupt, und ein Jahr vor der Quechua-Bibel von Cusco.
Rómulo Sauñe las seine übersetzten Bibel-Texte des Neuen Testaments für FCBH (Faith Comes By Hearing, auf Quechua Uyarispam Runaqa Iñin) auf Tonband, weshalb seine Stimme auf dem Bibel-Portal Bible.is gehört werden kann, und sprach für die Chanka-Quechua-Synchronisation des Jesus-Films.
Die maoistische Organisation Sendero Luminoso kämpfte erbittert gegen die evangelischen Kirchen und tötete seinen Onkel Justiniano Quicaña.
Am 23. Juni 1992 reiste er zu einem christlichen Kongress in Manila, wo er einen Preis für die Glaubensfreiheit erhielt. Einige spanischsprachige peruanische Christen neideten ihm diese Anerkennung, doch nahm der den Preis in traditioneller Kleidung „im Namen seines Quechua-Volkes“ entgegen.
Am 5. September 1992 wurde Sauñe zusammen mit drei Gefährten von Angehörigen des Leuchtenden Pfads ermordet, als er sich auf dem Rückweg von Huamanga nach Chakiqpampa befand.

## Familie
Rómulo Sauñe war verheiratet mit Donna Jackson, einer in Peru aufgewachsenen Tochter US-amerikanischer Missionare, mit der er vier Kinder hat: Rumi, Kusi, Quri und Tawa. Sein Bruder Joshua leitet heute eine evangelische Kirche in Huamanga.

## Von Rómulo Sauñe übersetzte Werke
- Chuya Qellqa. Biblia en quechua ayacuchana, traducción directa de los idiomas originales. Sociedades Bíblicas Unidas, Sociedad Bíblica Peruana, Lima 1987 (PDF, 26 MB)
- Hukllawasqa Nacionkunapa reqsichisqan llapa runakunapa derechonkuna (ZIP file, SIL)